# ヤエヤマヤシ
ヤエヤマヤシ（八重山椰子、学名: Satakentia liukiuensis）は、ヤシ科ヤエヤマヤシ属のヤシの一種。八重山列島の固有種である。別名でノヤシ（野椰子）ともよばれるが、沖縄の方言でウラダヤシあるいはビンドーとよばれる。

## 概説
日本の八重山列島の固有種であり、この1種のみでヤエヤマヤシ属を立てる。大きな羽状複葉の葉をつけ、樹高は25メートルにも達する大型のヤシで、鑑賞価値が高い。直立した姿はダイオウヤシ（Roystonea regia）やココヤシ（Cocos nucifera）に似ているが、褐色の葉鞘を持ち、世界でも美しい姿のヤシとして知られている。石垣島及び西表島にある3ヶ所の自生地はいずれも国の天然記念物に指定されている。小笠原諸島のノヤシに似ており、当初は混同されていた。現在も分類上で近縁とされる。

## 特徴
大型の常緑性の高木。茎は直立し、高さ15 - 20メートル (m) 、径20 - 30センチメートル (cm) に達し、基部はさらに肥大する。なお、最高樹高は25 mに達する。茎は分枝せず、その表面（樹皮）は滑らかで、目立たないが葉の落ちた跡が環状斑として残る。葉は大きな単羽状複葉で、長さ4 - 5 mに達し、頂部にまとまってつき、柔らかく湾曲して垂れる。葉柄は短く、葉身は革質で光沢があり、小葉は多いものでは90対を越える。小葉は線状剣形、長さ30 - 70 cm、幅3 - 4 cmで、先端は浅く2つに裂ける。裏面は緑色で中肋に沿って褐色の鱗片が付く。葉鞘は筒状になり、茎先端部を取り巻く筒を形成する。
花序は、茎先端に集まる葉の群より下から出て紡錘形の苞に包まれ、円錐状に2回分枝し、短い星状毛を密生している。花序は長さ1 mになり、その柄の基部は幅広くなって茎を抱く。雌雄同株で、花は単性で淡黄色、花序の軸に対して十字対生をなして穂状に多数つく。花序の中央以下の部分では花は2個ずつまとまって付き、そのうち下側が雌花で上側が雄花、花序中央より先では雄花だけが2個ずつ着く。
雄花の萼片は3、互いに離れ、広卵形で先端が丸く、やや肉厚で長さ2ミリメートル (mm) 、幅2.5 mm。花弁も3、楕円形で先端は三角になっているが尖らず、長さ3.5 mm、幅2 mm。雄蕊は6、花弁より長く突き出す。花糸は4 mmで扁平、葯はTの字に付き、長さ2 - 2.5 mm。退化した子房があって長さmm、披針状楕円形。雌花も萼や花弁は雄花とほぼ同じで、多少大きめ。退化雄蕊が3、扁平な三角形で長さ1 mm。雌蕊は歪んだ卵形で長さ2 mm、花柱は3個。
果実は卵状楕円形から長楕円形で、長さ1.3 cm、幅7 mmほどあり、熟すと赤から黒色になる。先端の中央からずれた位置に花柱が残る。種子は長楕円形で長さ1 cm、多少曲がっており、側面に全長に及ぶ臍がある。

## 分布
八重山列島の石垣島と西表島の固有種で、絶滅が危惧されている貴重な植物である。その中でも自生地は限られており、群落は、
- 石垣島
  - 米原
- 西表島
  - 仲間川中流部のウブンドル
  - 星立天然保護区域内の干立御嶽周辺

の3ヶ所のみに存在する。このうち、ウブンドルの群落については、環境省による2008年の調査で約1.5haの地域に1,769本のヤエヤマヤシが確認されている。かつては他の地域にも生育していたともいい、生育地の減少は、若芽が食用になり、茎が材として利用されて他の生育地が消滅した結果であるという。
現在では栽培されて、各地で公園樹や街路樹として用いられつつある。

## 生育環境
低地から山地の自然林に生える。自生地は川に面する斜面などのやや湿った環境であるが、乾燥地にもよく生育することから広く植栽されるようになった。石垣島の米原ではほぼ純林をなし、外観としてもヤシ型森林として判然と区別できる。林下の植物相は低地の常緑広葉樹林の要素が多い。西表ではその生育地が急斜面や氾濫原で、立地が不安定な、常緑樹林が成立しにくいところであり、そのような場でこの種が生き延びたのだろうとしている。

## 経緯
発見は1969年と比較的新しく、それまでは後述のノヤシと混同されていた。これを初島住彦が1963年に新種として記載し、この時は学名を Glubia liukiuensis とした。その後にハロルド・エメリー・ムーアが1969年に新属ヤエヤマヤシ属を立て、本種をそこへ移した。ジョン・ドランスフィールドはこのような大型種がそれまで見逃されていたのは「実に不思議」だと記している。
属名は、ヤシのファンにして研究の後援者であった佐竹利彦に献名されたものである。ただし、佐竹を記念した Kentia（ケンチャヤシ）という意味であれば、Satakekentia であるべきで、訂正が必要だと初島は言っている。

## 分類
円柱形の茎と、葉の基部が緑色の葉鞘筒となって茎の先端を包むこと、葉は大きく広がるが数が少ないことなどはビンロウ亜科の典型的な特徴である。発見当初はグルビア属 Gulubia とされ、後に本種のみでこの属を立てられた。小笠原には本種に似たもので、固有種のノヤシ（Clinostigma savoryanum）がある。他に本種に近縁なものは太平洋西部の島嶼に見られる。これらはまとまりのある1群で、7属が含まれる。

## 利用
鑑賞価値は高く、「もっとも美しいヤシ」とされているとも。那覇市内でも植栽されたものが成木になっており、その程度の耐寒性はあると見られる。古来より首里城周辺に植栽されたとも言われる。
材はビロウと同様に加工でき、器具材などにも使えた。1本から長さ10 m、径30 cmの材がとれる。また、新芽や若葉を山菜として用いた。ただし、新芽を採られると枯れてしまう。

## 保護の状況

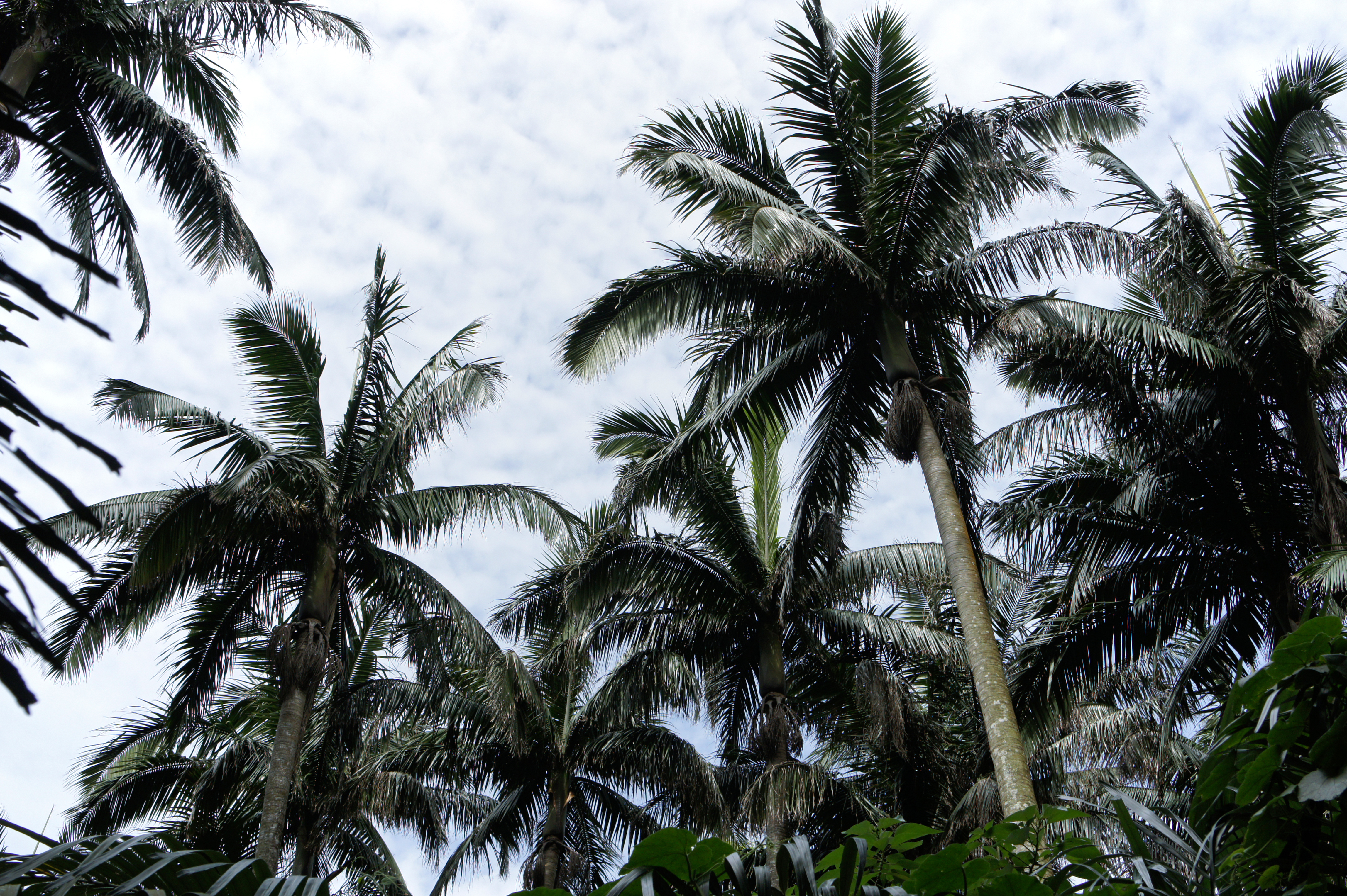
米原のヤエヤマヤシ群落

石垣島の「米原のヤエヤマヤシ群落」、西表島の「ウブンドルのヤエヤマヤシ群落」、「星立天然保護区域」は、いずれも琉球政府により天然記念物に指定された後、沖縄の本土復帰に伴って国の天然記念物に指定された。当初はノヤシとして琉球政府天然記念物に指定されたが、のちに小笠原諸島のノヤシとは別種とされ、改めてヤエヤマヤシとして1973年に国の天然記念物に指定されている。詳細は以下のとおり。
- 米原のヤエヤマヤシ群落[22]
  - 1959年（昭和34年）12月16日 - 「米原のノヤシ群落」として琉球政府の天然記念物に指定。
  - 1972年（昭和47年）5月15日 - 本土復帰に伴い国の天然記念物に指定。
  - 1973年（昭和48年）4月23日 - 「米原のヤエヤマヤシ群落」に名称変更。
  - 1988年（昭和53年）3月11日 - 追加指定。
- ウブンドルのヤエヤマヤシ群落
  - 1961年（昭和36年）6月15日 - 「西表島ウブンドルのノヤシ群落」として琉球政府の天然記念物に指定。
  - 1972年（昭和47年）5月15日 - 本土復帰に伴い国の天然記念物に指定。
  - 1973年（昭和48年）4月23日 - 「ウブンドルのヤエヤマヤシ群」に名称変更。
  - 1993年（平成5年）3月18日 - 追加指定、一部解除。
- 星立天然保護区域[23]
  - 1959年（昭和34年）12月16日 - 「星立のヒルギ、ミミモチシダ、ノヤシ群落」として琉球政府の天然記念物に指定。
  - 1972年（昭和47年）5月15日 - 本土復帰に伴い国の天然記念物に指定。
  - 1993年（平成5年）3月18日 - 追加指定。

ヤエヤマヤシは、環境省のレッドリスト、及び沖縄県版レッドデータブックでは準絶滅危惧に指定されている。